# Cambridge Arts Theatre
Le Cambridge Arts Theatre est un théâtre situé dans le centre de Cambridge, en Angleterre.
Le théâtre a une capacité de 666 fauteuils et est établi sur Peas Hill et St Edward's Passage.